# Пахомова, София Семёновна
Софи́я Семёновна Пахо́мова (6 февраля 1931, Западно-Сибирский край — неизвестно) — главный агроном совхоза «Рогачёвский» Дмитровского района Московской области. Герой Социалистического Труда (1971). Кандидат сельскохозяйственных наук.

## Биография
София Пахомова родилась 6 февраля 1931 года в одной из деревень на территории современной Омской области в семье колхозника-садовника и учительницы. По национальности русская.
После окончания в 1952 году агрономического факультета Омского сельскохозяйственного института (ныне Омский государственный аграрный университет имени П. А. Столыпина) работала главным агрономом колхоза на Дальнем Востоке. После принудительных работ переехала в Московскую область, с 1956 года продолжала работать агрономом в отстающем совхозе «Пламя» Дмитровского района, а с 1959 года — главным агрономом в совхозе «Рогачёвский». За вновь созданным совхозом «Рогачёвский» было закреплено 6 000 га пашни, засеянной в основном зерновыми культурами, картофелем и овощами. Благодаря строгому соблюдению агротехнических технологий по внедрению передовых методов возделывания сельскохозяйственных культур, борьбе с вредителями и болезнями, повышения плодородия и внесению необходимых удобрений работники совхоза из года в год увеличивали урожайность.
По результатам работы в семилетке, проходившей с 1959 по 1965 год, София Пахомова была награждена орденом «Знак Почёта».
В годы восьмой пятилетки, проходившей с 1966 по 1970 год, совхоз «Рогачёвский» занимал ведущее положение среди хозяйств Дмитровского района. Если в 1960 году совхоз получил урожай зерна по 13 центнеров с гектара, то в решающем 1970 году он получил уже по 40,3 центнера зерна с гектара, а в передовой бригаде — 48 центнеров зерна с гектара, получен урожай картофеля 20 тонн с 800 гектаров.
Указом Президиума Верховного Совета СССР от 8 апреля 1971 года агроному Софии Семёновне Пахомовой было присвоено звание Героя Социалистического Труда с вручением ордена Ленина и золотой медали «Серп и Молот» за выдающиеся успехи, достигнутые в развитии сельскохозяйственного производства и выполнении пятилетнего плана продажи государству продуктов земледелия и животноводства.
С 1982 года кандидат сельскохозяйственных наук С. С. Пахомова занимала должность заместителя директора Научно-исследовательского института картофельного хозяйства (ныне — Федеральный исследовательский центр картофеля имени А. Г. Лорха).
Проживала в Москве.
Дата и место смерти Софии Семёновны Пахомовой не установлены.

## Публикации
- С. С. Пахомова. Особенности возделывания раннего картофеля в условиях Подмосковья : диссертация кандидата сельскохозяйственных наук : 06.00.00. — Москва, 1969. — 169 с. : ил.
- С. С. Пахомова. Особенности возделывания раннего картофеля в условиях Подмосковья [Текст] : Автореферат дис. на соискание ученой степени кандидата сельскохозяйственных наук. (538) / Московская сельскохозяйственная академия имени К. А. Тимирязева. — Москва : [б. и.], 1970. — 15 с.
- С. С. Пахомова. Межхозяйственное объединение по производству семян трав : [Опыт работы Моск. об-ния по пр-ву семян многолет. трав] — М. : Московский рабочий, 1980. — 72 с. : ил.; 20 см.
- С. С. Пахомова. Семеноводство картофеля в колхозах и совхозах при интенсивной технологии / С. С. Пахомова, В. А. Князев. — М. : Росагропромиздат, 1988. — 131, [3] с. : ил.; 21 см; ISBN 5-260-00056-0 : 30 к.

## Награды
- Орден «Знак Почёта» (30 апреля 1966);
- Герой Социалистического Труда — указом Президиума Верховного Совета СССР от 8 апреля 1971 года;
- Орден Ленина, медаль «Серп и Молот» (8 апреля 1971).